# Tonight (album David Bowie)
| Recensione                    | Giudizio |
| ----------------------------- | -------- |
| AllMusic                      | [ 6 ]    |
| Encyclopedia of Popular Music | [ 7 ]    |
| MusicHound                    | [ 8 ]    |
| Robert Christgau              | C        |
| The Rolling Stone Album Guide | [ 10 ]   |

Tonight è il sedicesimo album in studio del musicista britannico David Bowie del 1984, che include una collaborazione con Tina Turner, una con Iggy Pop e una cover di God Only Knows dei Beach Boys.

## Storia
Per la produzione del disco, Bowie chiamò Derek Bramble e Hugh Padgham. Come già fatto per Let's Dance, Bowie preparò per l'album una serie di nastri demo preliminari. Questa modalità di lavorazione stupì molto Carlos Alomar, collaboratore di lunga data dell'artista, che disse: «Fu la prima volta in 11 anni che lavoravo con lui che si portò dietro tutto da casa».
Come in Let's Dance ma a differenza dei suoi precedenti album, David non suonò nessuno strumento musicale sul disco, delegando la maggior parte della responsabilità della musica ai suoi musicisti di studio, offrendo solo occasionalmente qualche spunto critico in sala d'incisione.
Iggy Pop passò qualche tempo in studio con la band e Bowie durante le sessioni di registrazione dell'album, contribuendo attivamente a esso.
L'album si caratterizza inoltre per una hit entrata nella Top 20 nel Regno Unito, Loving the Alien. L'album contiene anche un paio di riscritture in versione dance di Neighbourhood Threat e di Tonight, vecchi brani che Bowie aveva scritto con Iggy Pop, apparsi ambedue su Lust for Life del 1977.

## Accoglienza
La critica l'ha stroncato come uno "sforzo pigro", buttato giù da Bowie sull'onda del successo di classifica dell'album Let's Dance. Eppure, l'album conteneva Blue Jean, un brano che raggiunse la Top 10 (sia nel Regno Unito, sia in Usa) anche grazie al video, un cortometraggio di 22 minuti diretto da Julien Temple.
Tonight arrivò al primo posto della classifica degli album nel Regno Unito (conquistando il disco d'oro) e all'undicesimo di quella degli Stati Uniti (conquistando il disco di platino): la maggior parte delle vendite erano però basate sulle prenotazioni; infatti il successo di Tonight fu dovuto all'"onda lunga" di Let's Dance, album che ancora nel 1984 continuava a vendere in tutto il mondo (pur essendo stato pubblicato circa un anno e mezzo prima), grazie soprattutto ai videoclip (Let's dance, China Girl e Modern Love), trasmessi ad alta rotazione da MTV.

## Tracce
Lato A
1. Loving the Alien (Bowie) - 7:07
2. Don't Look Down (Iggy Pop/James Williamson) - 4:08
3. God Only Knows (Brian Wilson/Tony Asher) - 3:04
4. Tonight (feat. Tina Turner) (Bowie/Pop) - 3:42

Lato B
1. Neighborhood Threat (Bowie/Pop) - 3:10
2. Blue Jean - (Bowie) - 3:09
3. Tumble and Twirl (Bowie/Pop) - 4:56
4. I Keep Forgetting' (Jerry Leiber/Mike Stoller) - 2:32
5. Dancing with the Big Boys (feat. Iggy Pop) (Bowie/Pop/Carlos Alomar) - 3:32

## Riedizioni
Nel 1995 l'etichetta Virgin Records ha ripubblicato l'album su CD con tre tracce bonus. L'etichetta EMI l'ha pubblicata una seconda volta nel 1999, rimasterizzando il suono in digitale a 24-bit e senza tracce bonus. Le tracce aggiunte sono:
1. This Is Not America (Bowie/Pat Metheny/Lyle Mays) – 3:51
2. As the World Falls Down (Bowie) – 4:46
3. Absolute Beginners (Bowie) – 8:00

## Formazione
- Carlos Alomar - chitarra
- Derek Bramble - basso, chitarra, sintetizzatore, coro
- Carmine Rojas - basso
- Sammy Figueroa - percussioni
- Omar Hakim - batteria
- Guy St.Onge - marimba
- Robin Clark, George Simms, Curtis King - voce
- David Bowie, Tina Turner - voce in Tonight
- David Bowie, Iggy Pop - voce in Dancing With The Big Boys

The Borneo Horns
- Stanley Harrison - sax alto, sax tenore
- Steve Elson - sax baritono
- Lenny Pickett - sax tenore, clarinetto
- Arif Mardin - arrangiamento di chitarre, sintetizzatore

## Classifiche

### Classifiche settimanali
| Classifica (1984) | Posizione massima |
| ----------------- | ----------------- |
| Australia         | 4                 |
| Austria           | 8                 |
| Canada            | 4                 |
| Finlandia         | 9                 |
| Germania          | 8                 |
| Giappone          | 3                 |
| Italia            | 7                 |
| Norvegia          | 3                 |
| Nuova Zelanda     | 4                 |
| Paesi Bassi       | 1                 |
| Regno Unito       | 1                 |
| Spagna            | 3                 |
| Stati Uniti       | 11                |
| Svezia            | 4                 |
| Svizzera          | 8                 |

### Classifiche di fine anno
| Classifica (1984) | Posizione |
| ----------------- | --------- |
| Australia         | 58        |
| Canada            | 29        |
| Italia            | 59        |
| Paesi Bassi       | 42        |
| Regno Unito       | 44        |